# Huacura
Huacura es una localidad peruana ubicada en el distrito de Zorritos, perteneciente a la provincia de Contralmirante Villar del departamento de Tumbes, al norte del Perú. 

## Ubicación
Huacura se ubica al norte de la provincia de Contralmirante Villar, en el distrito de Zorritos, en el departamento de Tumbes.

## Demografía
En 2017 Huacura tenía una población de 26 habitantes.
| Gráfica de evolución demográfica de Huacura entre 1993 y 2017 |
|                                                               |
| Fuentes: Población 1993 y 2017                                |